# Пыжики
Пыжики (лат. Brachyramphus) — род птиц семейства чистиковых (Alcidae).

## Внешний вид
Размером немного меньше голубя. Летом серовато-бурой окраски с рябью. Зимой чёрно-белые, как большинство чистиковых.

## Образ жизни
Одни из немногих морских птиц, встречающиеся вдали от моря (иногда в 30 километрах), хотя кормиться летают в море. Гнездятся в каменистых россыпях и иногда на деревьях (чаще всего на лиственнице). В кладке 1 зеленоватое с бурыми пестринами яйцо. В целом биология размножения пыжиков ещё недостаточно изучена.

## Систематика
Международный союз орнитологов относит к роду три вида:
- Длинноклювый пыжик (Brachyramphus marmoratus)
- Пёстрый пыжик (Brachyramphus perdix)[3]
- Короткоклювый пыжик (Brachyramphus brevirostris)